# La Jagua del Pilar
La Jagua del Pilar – miasto w Kolumbii, w departamencie La Guajira. W 2013 roku miasto zamieszkiwało 2276 mieszkańców. 